# Çankaya-Universität

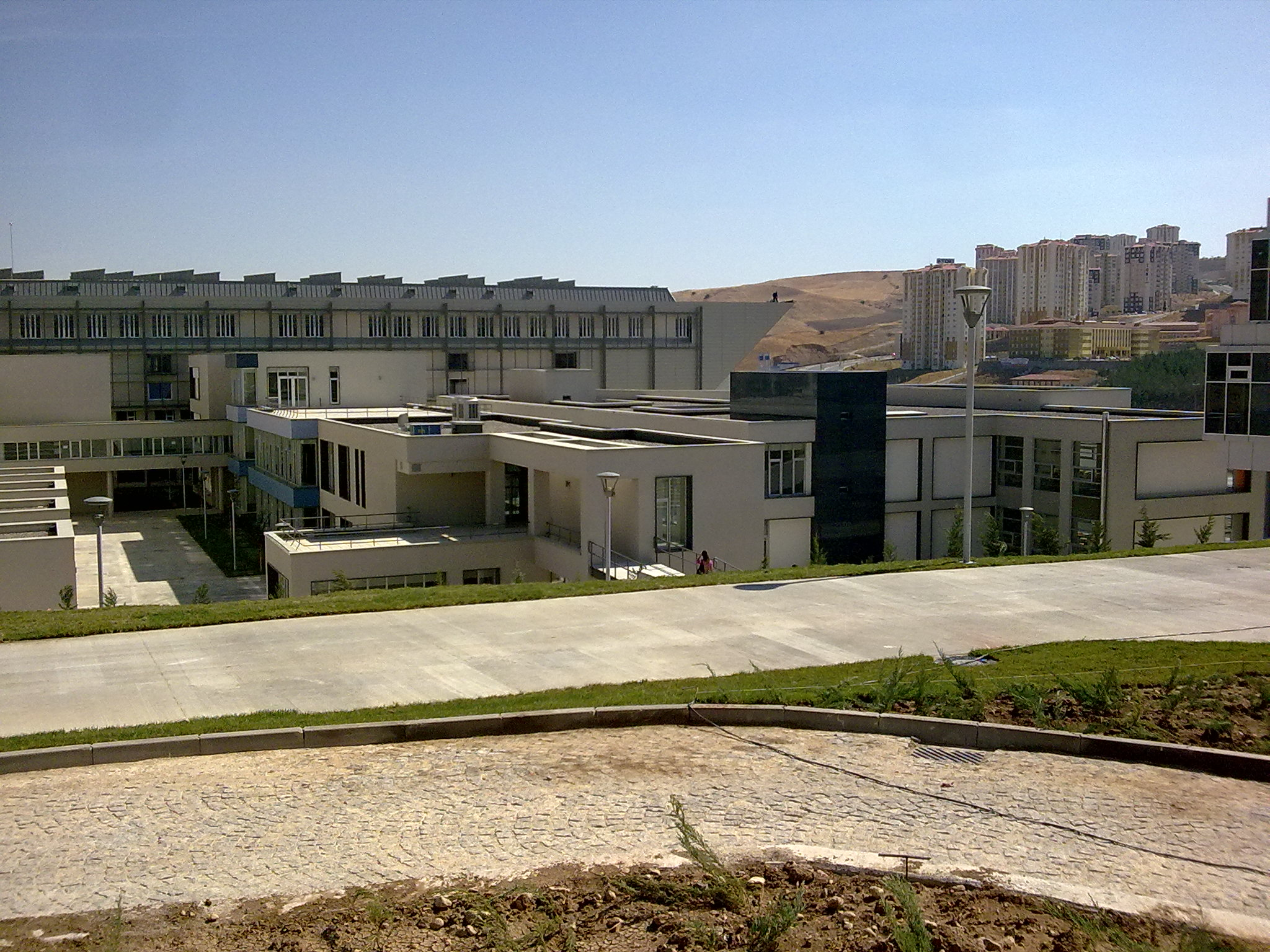
Der Campus der Universität

Die Çankaya-Universität ist eine private Universität in Ankara, der Hauptstadt der Türkei. Die in der Universität angewendete Sprache ist Englisch. Die einzigen Ausnahmen sind Sprachkurse und Türkisches Recht in der Rechtsfakultät.